# 奉先寺

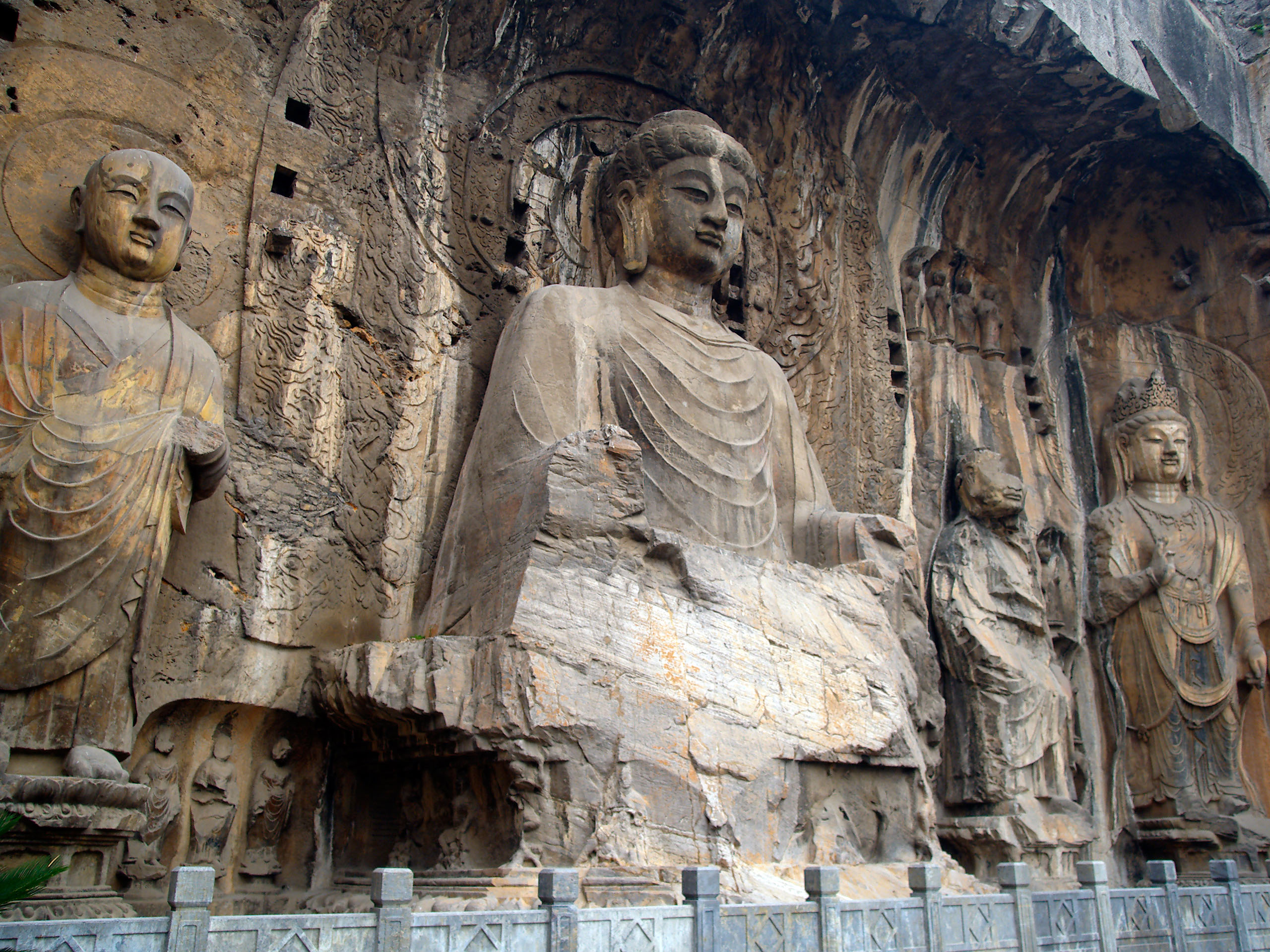
奉先寺大仏

奉先寺（ほうせんじ）は、中国の洛陽郊外、龍門最大の規模をほこる寺院である。
本尊である大仏の仏座の北側に、唐の玄宗・開元10年（722年）に補刻された「河洛上都龍門之陽大盧舎那像龕記」碑の碑文の記述によれば、大仏龕は高宗の時の創建であるという。
大仏の肉髻から仏座までの高さが17.14m、向背まで含めると約20m。仏龕の東西の深さが38.7m、南北の広さが33.5mである。
碑記によれば、咸亨3年（672年）に、皇后の武氏が脂粉銭20,000貫を施助し、上元2年（675年）に完成したという。さらに、調露元年（679年）に、勅を奉じて大像龕の南に大奉先寺を置き、翌年の正月に、高宗が寺額を書した、と続いている。
その本尊の面貌は、武皇后、のちの則天武后のそれを写したという説がある。また、造営の責任者は、中国浄土教の祖の一人である善導であった。
座標: 北緯34度33分13秒 東経112度28分14秒 / 北緯34.55367度 東経112.47051度